# Geografía de Lituania

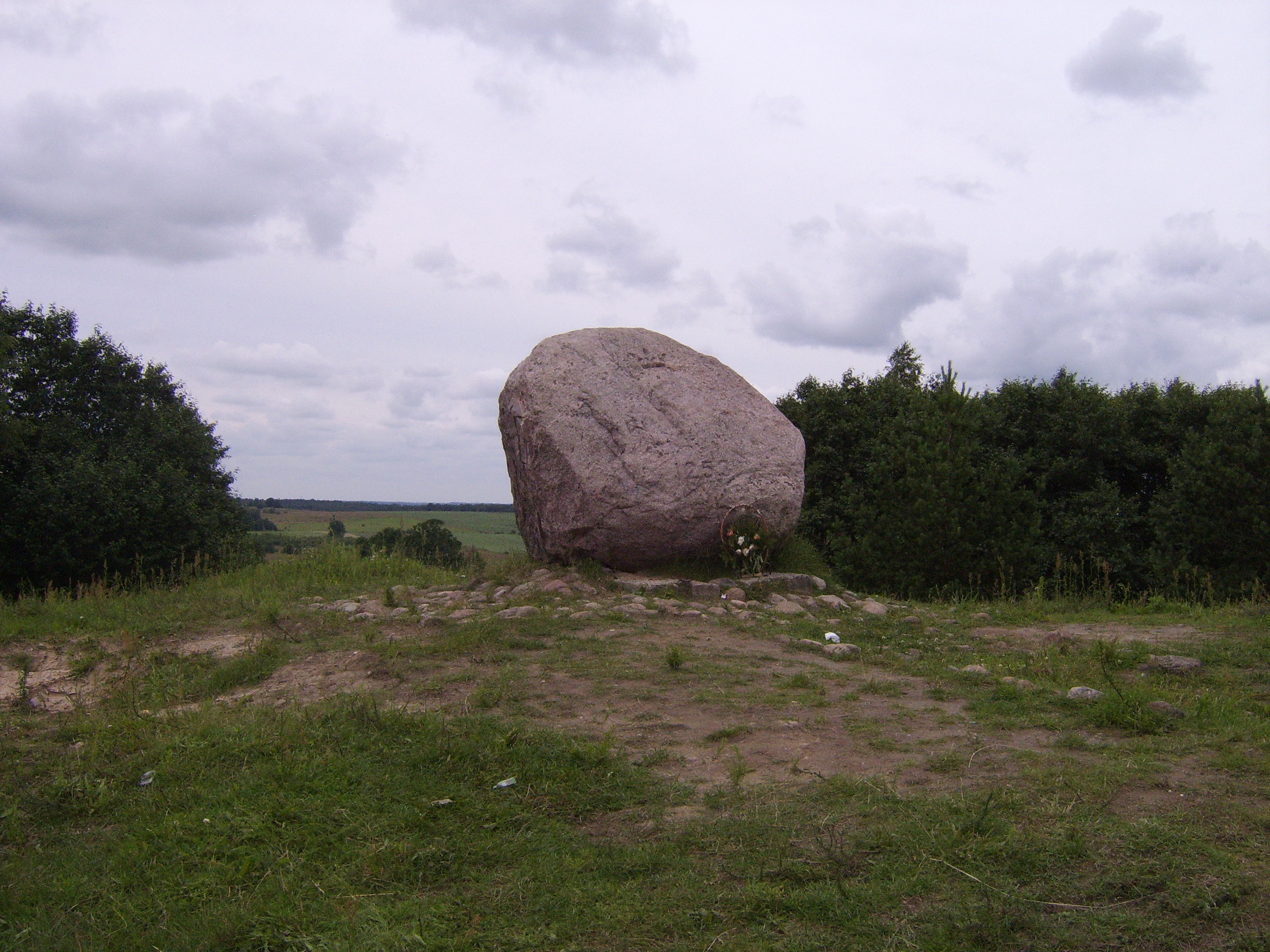
Colina Juozapinė (Juozapinės Kalnas), de 292,7

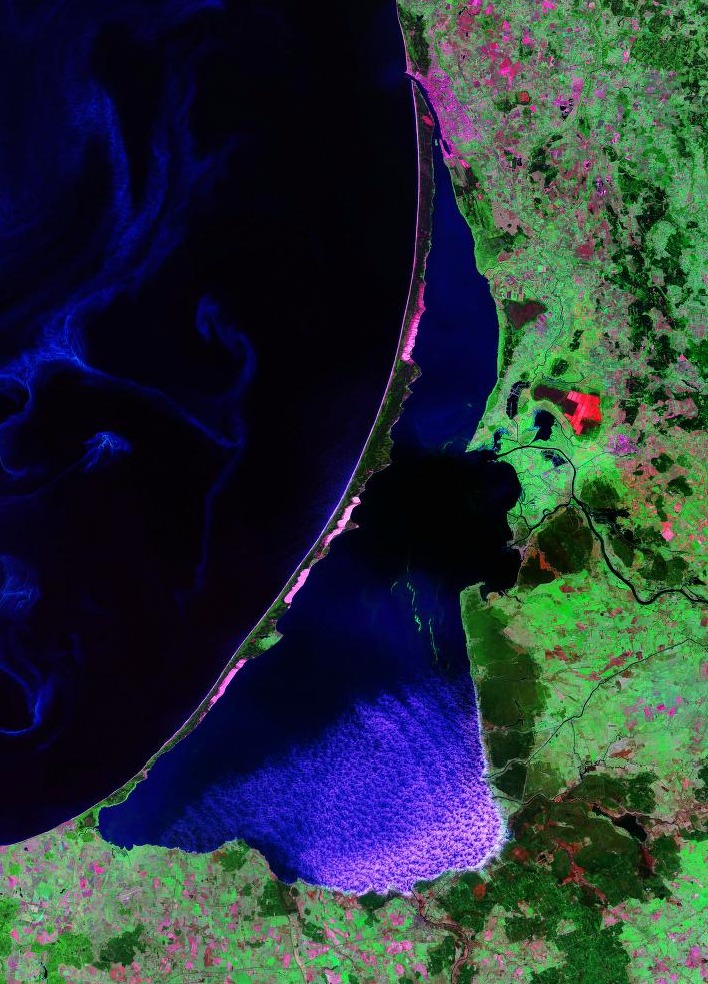
Laguna Curoniana.

Lituania (en lituano: Lietuvos Respublika) es un estado de Europa septentrional a orillas del mar Báltico, entre Letonia y Rusia. Limita con Letonia (norte), Bielorrusia (este y sur), al suroeste con Polonia y el enclave ruso de Kaliningrado y al oeste con el mar Báltico. Es uno de los tres estados conocidos conjuntamente como Países Bálticos, con Letonia y Estonia.
Lituania suele ser clasificada como parte de Europa del Este, ya que solía incluirse en la definición a los antiguos Estados socialistas. Pero lo cierto es que Lituania es más occidental que oriental. De hecho, que el centro geográfico del continente europeo se encuentra en Lituania. En el año 1989 el Instituto Nacional de Geografía Francés destacó que el centro geográfico de Europa se encuentra en el pueblo Purnuškės (54°54' de latitud norte y 25°19' de longitud este 54°54′N 25°19′E / 54.900, 25.317), a 26 km de Vilna, y esto ha quedado plasmado en el Libro Guinness de los récords. Sin embargo, el centro geográfico de la Unión Europea se encuentra en una localidad de Hesse, Alemania.

## Geografía física

### Relieve
La estructura básica de Lituania es de unas fértiles llanuras centrales separadas por tierras altas onduladas que son antiguos depósitos glaciares. Carece, pues, de grandes montañas. Las pocas zonas altas son más bien colinas morrénicas que no llegan a elevarse más de 260 m s. n. m.. Tradicionalmente se ha considerado que la colina Juozapinė (Juozapinės Kalnas), de 292,7 m, era el punto más alto de Lituania. Pero actualmente se considera que el punto más alto es la colina Aukštojas (293,84 m). De hecho, la colina Juozapinė es sólo la tercera altura de Lituania, pues la segunda es la colina Kruopinė (Žybartonys) (293,65 m) situada aproximadamente a diez kilómetros al oeste de Juozapinė.

### Ríos, lagos y costas

#### Ríos
Lituania tiene 758 ríos con una longitud superior a los diez kilómetros. El principal río es el Nemunas (Niemen) con una longitud total de 917 km y que tiene su origen en Bielorrusia, con sus afluentes el Dubysa y el Neris (510 km). Otros cursos de agua de importancia son el Venta (346 km) y el Šešupė (298 km). Sin embargo, sólo 600 kilómetros de los ríos lituanos son navegables.
|    | Nombre      | Longitud en Lituania (km) | Longitud total (km) |
| -- | ----------- | ------------------------- | ------------------- |
| 1. | Río Nemunas | 475                       | 937                 |
| 2. | Río Neris   | 234                       | 510                 |
| 3. | Río Šešupė  | 209                       | 298                 |
| 4. | Río Venta   | 161                       | 346                 |
| 5. | Río Mūša    | 146                       | 284                 |

#### Lagos
El paisaje está tachonado por muchos lagos dispersos de origen glaciar, sobre todo en la parte oriental del país. 2833 lagos superan los 10 000 m² y tiene 1600 lagunas más pequeñas. En el noreste se encuentra el de mayor superficie, el Drūkšiai. 

#### Costas
La costa es baja y arenosa. Tiene una longitud de unos 100 km, de los cuales sólo 40 están abiertos sobre el mar Báltico. El más llamativo accidente de la costa lituana es el istmo de Curlandia (Kuršių Nerija) patrimonio de la Humanidad, estrecha duna arenosa que separa el mar Báltico de la laguna de Curlandia (Haff de Curlandia, Kuršių Marios), un lago de agua salobre que comparte con el óblast de Kaliningrado (Rusia), que queda al sur.

### Clima
El clima es muy similar al de los países escandinavos. El clima de Lituania es de transición, entre oceánico y continental. Las temperaturas son moderadas en todas las estaciones. Básicamente se trataría de un clima continental muy suavizado por la influencia del mar Báltico. La temperatura media de enero va de 1,6 °C en la costa y 2,1 °C en Vilna; la media de julio es de 17,8 °C en la costa y 18,1 °C en Vilna. Hablando en términos generales, las temperaturas de 20 °C son frecuentes en los días de verano y a 14 °C por la noche. Las temperaturas pueden ser de 30 a 35 °C en verano. Algunos inviernos pueden ser muy fríos. Se alcanzan temperaturas de -20 °C casi cada invierno. Los extremos de invierno son -34 °C en la costa y -43 °C en el este de Lituania. 
Tanto los inviernos como los veranos son húmedos. Las precipitaciones anuales medias son de 717 mm en la costa, 900 mm en las tierras altas de Samogitia y 490-600 mm en la parte oriental del país. La mitad del año nieva, puede estar nevando desde octubre a abril. En algunos años el aguanieve puede caer en septiembre o mayo. La estación de crecimiento dura 202 días en la parte occidental del país y 169 días en la parte oriental. Las tormentas intensas son raras en la parte oriental de Lituania y habituales en la costa.
Los registros de temperatura más largos medidos de la zona del Báltico cubren alrededor de 250 años. Los datos muestran que hay períodos cálidos durante la segunda mitad del siglo XVIII, y que el siglo XIX fue un período relativamente frío. Un calentamiento de principios del siglo XX culminó en los años treinta, seguido por un enfriamiento pequeño que duró hasta los sesenta. Desde entonces ha persistido la tendencia cálida.
Lituania experimentó una sequía en 2002, causando incendios de bosques y de turberas. El país sufrió junto con el resto de la Europa noroccidental durante la ola de calor en el verano de 2006.
Las temperaturas extremas en Lituania por mes:
| Temperaturas extremas en Lituania (°C) |          |          |          |         |         |         |         |         |         |          |        |         |
| Mes                                    | Ene      | Feb      | Mar      | Abr     | May     | Jun     | Jul     | Ago     | Sep     | Oct      | Nov    | Dic     |
| Temperaturas más altas                 | 12,6 °C  | 16,5 °C  | 21,8 °C  | 28,8 °C | 34 °C   | 35 °C   | 37,5 °C | 36 °C   | 32 °C   | 26 °C    | 18 °C  | 15,6 °C |
| Temperaturas mínimas                   | -40,5 °C | -42,9 °C | -37,7 °C | -23 °C  | -6,8 °C | -2,8 °C | 0,9 °C  | -2,9 °C | -6,3 °C | -19,5 °C | -23 °C | -34 °C  |

### Medio ambiente
Predominan en el paisaje lituano los bosques y las praderas. Grandes zonas boscosas cubren cerca del 30% del territorio lituano.
Conforme a la normativa de la Unión Europea, el territorio de este país pertenece a la región biogeográfica boreal. La zona del istmo de Curlandia (Reserva natural del golfo de Kuršių y el parque nacional Kuršių Nerija) ha sido catalogado como Patrimonio de la Humanidad por la Unesco. 50 451 hectáreas están protegidas como humedales de importancia internacional al amparo del Convenio de Ramsar, en total, 5 sitios Ramsar: Čepkeliai, Kamanos, Delta del Nemunas, Viešvilė y Žuvintas. Tiene cinco parques nacionales: Dzūkijos, Kuršių Nerijos, Aukštaitijos, Trakų istorinis y Žemaitijos. 
En cuanto a las preocupaciones medioambientales, se encuentra la contaminación del suelo y de las aguas subterráneas con productos petrolíferos y químicos en bases militares.

## Geografía humana

Condados de Lituania (nombres en lituano).

Lituania es la más grande y poblada de las tres repúblicas bálticas. Tiene una población de 3 555 179 hab. (est. julio de 2009). El 67 % de la población vive en zonas urbanas.
Predominan los lituanos (83,4 %), aunque hay minorías de rusos (6,3 %), polacos (6,7 %) y otros o sin especificar (3,6 %), según el censo de 2001. En cuanto a su religión, Lituania es predominantemente católica (79 %), pero existen importantes grupos de ortodoxos rusos (4,1 %) y protestantes (incluyendo luteranos y cristianos evangélicos baptistas (1,9 %), otros o sin especificar 5,5 %, ninguno 9,5 %, todo ello según el censo del 2001. El lituano es el idioma oficial 82 %, luego hay un 8 % de habla rusa, 5,6 % habla polaco y quedando "otros o sin especificar" 4,4 % (censo de 2001). 
La capital es Vilna con 546 733 hab., considerada por los bálticos como «La Roma del Báltico». Otras ciudades principales son Kaunas (352 279 hab., que fue la capital provisional de Lituania cuando los polacos ocuparon Vilna entre 1920-1939), Kláipeda (Memel en alemán, 183 433 hab., es el principal puerto del país, localizado en la desembocadura de la laguna Curoniana (golfo de Kuršių) y Siauliai (126 215 hab.).
Está dividida administrativamente en diez condados (apskritys, en singular apskritis); Alytus, Kaunas, Klaipeda, Mariampol, Panevezio, Siauliu, Taurage, Telsiai, Utena y Vilna.

### Regiones etnográficas

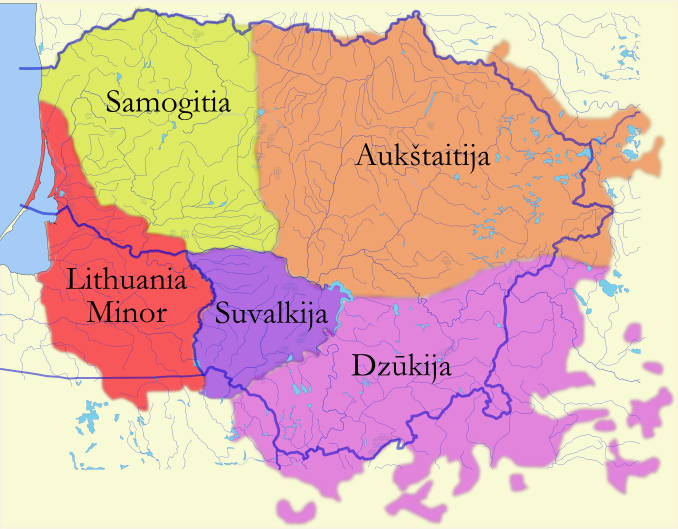
Regiones etnográficas históricas

Lituania, desde el punto de vista histórico o etnográfico, se considera dividida en cinco regiones (en lituano: regionai) de límites imprecisos ya que no constituyen unidades políticas o administrativas oficiales. Su delimitación es cultural: tradiciones y estilos de vida locales, canciones, cuentos, etc.  Son las siguientes:
- Alta Lituania o Lituania Mayor (Aukštaitija, literalmente: 'tierras altas'): región del noreste de Lituania, que también incluye algunos territorios lituanos históricos del sudoeste de Letonia y del noroeste de Bielorrusia. Su capital es Panevėžys, también la ciudad más grande en la región.

- Samogitia (Žemaitija, lit. 'tierras bajas'): región de Lituania occidental. Su capital es Telšiai, aunque la ciudad más poblada es  Šiauliai.

- Baja Lituania o Lituania Menor (Mažoji Lietuva): región costera de Lituania, que también incluye los territorios lituanos históricos de lo que hoy es el enclave ruso del óblast de Kaliningrado y parte de la Polonia septentrional. Su ciudad más grande es Klaipėda.

- Dzūkija o Dainava (este último nombre significa literalmente 'país de las canciones'): región sudeste de Lituania, que también incluye territorios históricos extensos de Lituania en Bielorrusia, y algunos en Polonia. Su capital es Alytus, y la ciudad más grande es Vilna.

- Sudovia (Sūduva o Suvalkija (este último nombre significa lit. 'Tierra de Suvalkai' y proviene de una confusión, razón por la que se prefiere el nombre de Suduva): región del sudoeste de Lituania, que también incluye una pequeña zona de lo que hoy es parte de Polonia. Es la más pequeña de las regiones etnográficas y su capital es Marijampole, y su ciudad más poblada es Kaunas.

## Geografía económica
El suelo es fértil. Lituania no tiene grandes recursos naturales, limitándose básicamente a la turba, el ámbar y la tierra arable, que representa el 44,81% del uso de la tierra. A cosechas permanentes se dedica 0,9% y otros 54,29% (2005). El regadío abarca 70 kilómetro cuadrados (2003). 
La tierra es rica en roca caliza, arcilla, arena de cuarzo, arenas yesíferas y dolomitas, las cuales son de gran utilidad en la fabricación de cemento, vidrio y cerámica. También abundan las aguas minerales. Lituania tiene una gran riqueza en energía termal a largo de la costa báltica, que podría ser utilizada para calentar decenas de millares de casas, de igual modo que se realiza en Islandia. 
Sin embargo, no posee ni grandes recursos energéticos ni materias primas para la industria pesada. Recientemente se han encontrado yacimientos de hierro en las regiones sureñas de Lituania, pero su explotación comercial probablemente requiera de minas a cielo abierto (con gran impacto ambiental) y de tecnología y capital extranjero. En la década de los cincuenta se descubrieron yacimientos de petróleo, pero hoy en día sólo siguen funcionando unos pocos pozos de extracción. Se estima que en el fondo del mar Báltico y en las regiones occidentales de Lituania, se podría encontrar yacimientos de petróleo cuya explotación fuera viable económicamente, aunque sólo satisfaría aproximadamente el 20% de la demanda interna de Lituania en los próximos veinte años. 

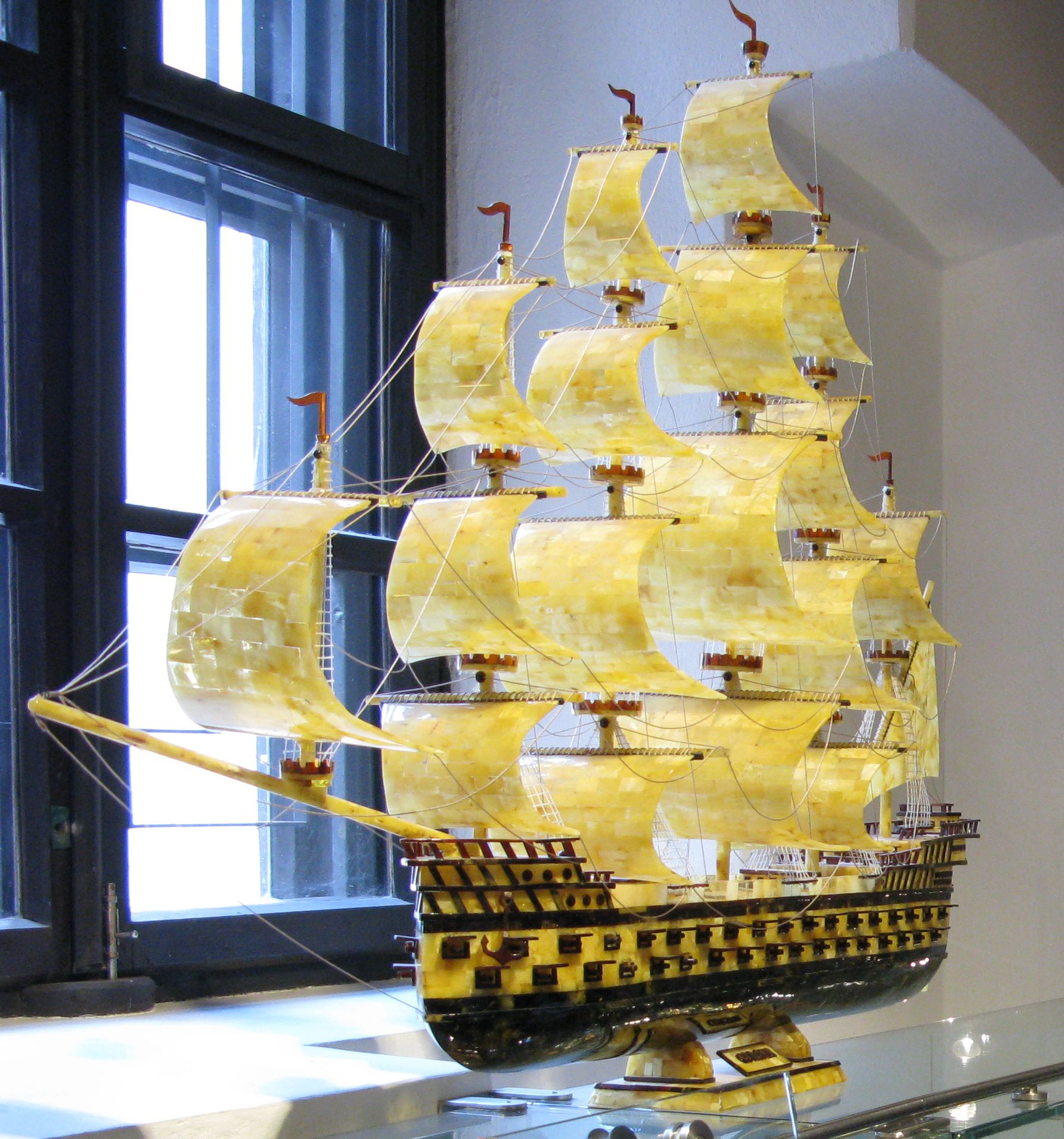
Velero hecho enteramente de ámbar, en una tienda de regalos en Lituania.

La composición del PIB por sector es: agricultura 5,3%, industria 33,2% y servicios 61,5% (est. 2009). La agricultura emplea al 14% de la población activa, la industria el 29,1%y los servicios el 56,9% (2005).
La economía de Lituania creció a un ritmo medio del 8% anual durante los cuatro años anteriores al 2008, impulsado por la exportación y la demanda doméstica. El desempleo alcanzó el 15% en 2009, habiendo partido del 4,8% en 2008. El PIB bajó casi un 17% en 2009 - las tres repúblicas bálticas que anteriormente formaban parte de la Unión Soviética han padecido las peores caídas económicas el último año. A pesar del acceso de Lituania a la Unión Europea, el comercio de Lituania con sus vecinos de Europa central y del Este, y Rusia en particular, es el responsable de un creciente porcentaje en el comercio total.
Los principales productos agrícolas son: cereales, patatas, remolacha azucarera, lino y hortalizas. De la ganadería se obtiene carne de vacuno, leche y huevos. Igualmente se obtiene pesca. En cuanto a los productos industriales, cabe citar: máquinas herramientas que cortan metal, motores eléctricos, televisores, refrigeradores y congeladores, refinación de petróleo, construcción de barcos (pequeños barcos), fabricación de muebles, textil, industria alimenticia, fertilizantes, maquinaria agrícola, equipo óptico, componentes electrónicos, ordenadores y joyería de ámbar.

## Áreas protegidas de Lituania

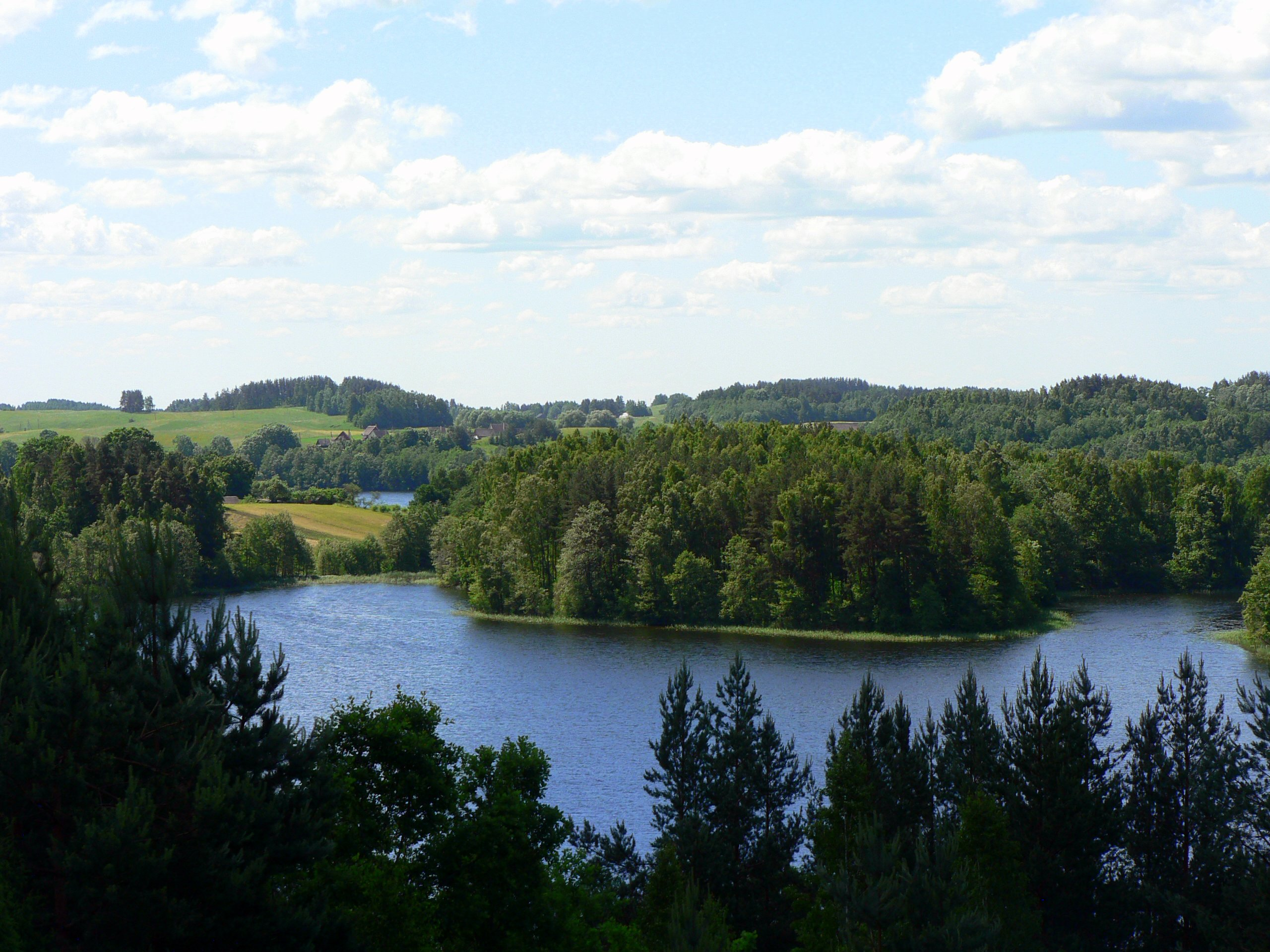
Parque nacional Aukštaitija

Según la IUCN, en Lituania hay 1060 zonas protegidas que cubren 11.028 km², el 17,05 % del territorio interior del país, y 1568 km² de áreas marinas y costas, el 25,59 % de la superficie que corresponde a Lituania, 6126 km². De estas, 402 son reservas naturales, 35 son parques estatales, 6 son reservas estatales estrictas, 1 es una reserva de la biosfera, son parcelas de recuperación y 32 son polígonos de la biosfera. Además, hay 573 área protegidas de ámbito regional, de las que 84 son áreas de protección especial de aves, 8 son área protegidas del mar Báltico y 481 son sitios de importancia comunitaria. Además, hay 1 reserva de la biosfera de la Unesco y 7 sitios Ramsar.
El gobierno lituano cataloga además cinco parques nacionales que incluyen tanto reservas naturales como zonas históricas.

#### Parques nacionales
- Parque nacional Aukštaitija, 409 km²
- Parque nacional de Dzūkija, 583 km²
- Parque nacional del Istmo de Curlandia, 274 km²
- Parque nacional histórico de Trakai, 81 km²
- Parque nacional de Žemaitija, 217 km²